# Hans May (Theologe)

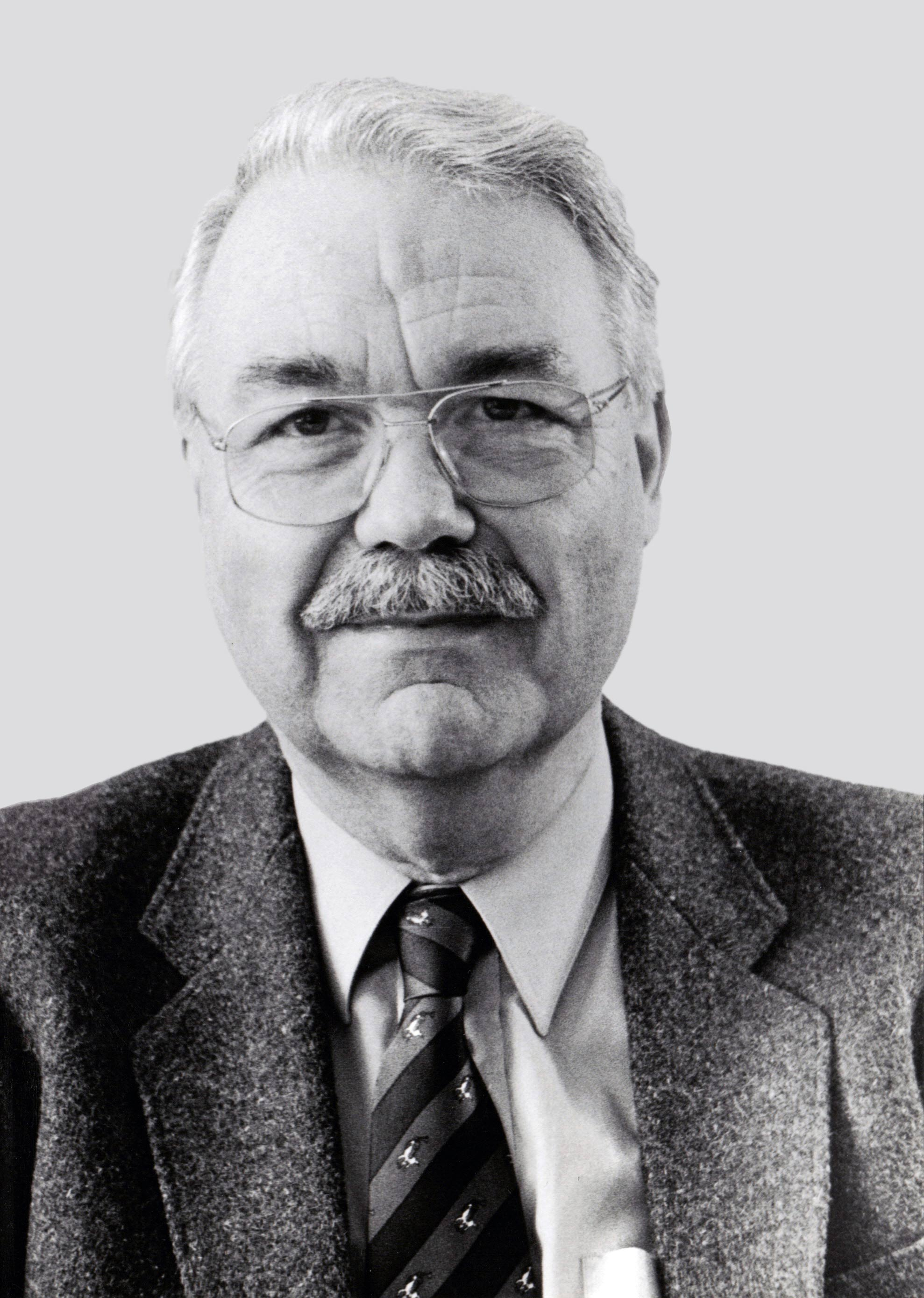
Hans May (1994)

Hans May (* 29. Januar 1931 in Osnabrück; † 13. August 2019 in Loccum) war ein deutscher evangelisch-lutherischer Theologe und von 1978 bis 1994 Direktor der Evangelischen Akademie Loccum.

## Leben
Hans May studierte Theologie, Philosophie und Pädagogik in Münster, Basel, Heidelberg und Göttingen. Nach seinem Vikariat wirkte er in Hildesheim zunächst als Gemeindepastor, danach im Schul- und Jugendpfarramt. Es folgten acht Jahre im Auftrag der EKD als Referatsgruppenleiter für politische Bildung am Institut für Film und Bild in Wissenschaft und Unterricht in München. 1978 wurde er von der Evangelisch-lutherischen Landeskirche Hannovers zum Direktor der Evangelischen Akademie Loccum berufen. Dieses Amt hatte er 16 Jahre lang bis zu seiner Pensionierung 1994 inne. In dieser Zeit wurde May Mitglied der Vesper Society in San Francisco und trat in deren Vorstand ein.
Das lutherische Thiel College in Pennsylvania promovierte ihn ehrenhalber zum Doktor der Theologie (D.H.). Von 1994 bis 2000 war May Kuratoriumsvorsitzender der Hanns-Lilje-Stiftung in Hannover, die auf seine Anregung hin 1989 eingerichtet worden war. Er war Mitbegründer der Musikinitiative „Klingende Steine“ und war Teil des kulturellen Lebens der Stadt Rehburg-Loccum.
May war 63 Jahre verheiratet mit Marianne May, geborene Schwegmann (1926–2019). Aus der Ehe gingen zwei Söhne und eine Tochter hervor.

## Theologische und politische Positionen
Die Biographie von Hans May „war von frühen Erfahrungen mit den Abgründen der deutschen Geschichte im 20. Jahrhundert geprägt. Das Kriegsende war für ihn mit der Erschütterung verbunden, dass er sich in seiner jugendlichen Begeisterungsfähigkeit von einem menschenverachtenden System hatte verführen lassen“. Die geistige und geistliche Bewältigung dieses tiefen biographischen Bruches ließen ihn zu einem überzeugten Vertreter einer der Wahrheit und der Aufklärung verpflichteten Erinnerungskultur werden.
Ausgehend von Luthers reformatorischer Theologie verstand er Protestantismus als offenes System, in dem es die eine vollkommene Wahrheit nicht geben kann, weil alle menschliche Weisheit und Einsicht „Stückwerk“ bleibt (1.Kor.13,9). Bonhoeffers Unterscheidung von Letztem und Vorletztem galt ihm als ein verlässlicher Orientungsmaßstab. Von gleich wichtiger Bedeutung war für ihn das biblische Exodus-Thema, der immer wieder erneute Aufbruch zu einer lebbaren Zukunft. Die Arbeit an der Zukunftsfähigkeit der Gesellschaft sah er als theologische Aufgabe und politische Verpflichtung an, die weder traditionsvergessen noch traditionsfixiert geleistet werden könne. Deswegen war der Zusammenhang von Religion, Kultur und Demokratie für ihn der Kern seines Verständnisses von theologisch begründeter Zeitgenossenschaft.

## Evangelische Akademie Loccum
Im Rahmen seiner Tätigkeit als Direktor der Akademie wurde auf sein Betreiben hin – noch einige Jahre bevor die Reihe der UN-Klimakonferenzen begann – eine erste internationale Klimakonferenz in Loccum organisiert. Außerdem initiierte er u. a. einen Arbeitsbereich „Ökologie und Umweltpolitik“. Seit Anfang der 1980er Jahre setzte er sich für eine grundlegende Transformation des bisherigen Fortschrittsverständnisses und eine neue Aufklärung ein, unter Einbeziehung des Diskurses mit den beteiligten Wissenschaften.
May engagierte sich für eine Option der Entspannung in Bezug auf die Ost-West-Politik und eine Aussöhnung mit Polen sowie für die Beilegung der Apartheidskonflikte in Südafrika. Er unterstützte neue Wege der Problem- und Konfliktlösung, wie sie im Mediationsverfahren um die Sondermülldeponie in Münchehagen entwickelt wurden. Er prägte Kolloquienreihen zu Religion und gesellschaftlichem Wandel, zur Zukunft der Kirche, zu den theologischen Aspekten von Wirtschaftsethik, zum Frieden als Aufgabe der Kirchen sowie zur kulturellen Identität und zur transkulturellen Ethik. Zehn Jahre vor der EXPO 2000 in Hannover bedachte er die Notwendigkeit einer Weltausstellung neuen Typs und sprach dazu auf einer Tagung. Besonders engagierte er sich für die Gründung der Hanns-Lilje-Stiftung und des Zentrums für Gesundheitsethik an der Akademie.

## Veröffentlichungen (Auswahl)
- mit Karin Lorenz (Hrsg.): Zukunft der Kirche. Kolloquienreihe Kirchenverständnis V. In: Rückblick und Ausblick. Rehburg-Loccum Evangelische Akademie Loccum, 1988
- Erinnern und gestalten. Biblische Überlieferung und politische Kultur. Lutherisches Verlagshaus, Hannover 1996
- Religion und die Zukunft der Demokratie. In der Reihe: Protestantische Impulse für Gesellschaft und Kirche, Bd. 7, Lit Verlag Berlin, Münster, Wien, Zürich, London 2008
- Glauben und Handeln. Vorträge und Aufsätze, herausgegeben zu seinem 70. Geburtstag, Evangelische Akademie Loccum (Hg.), Loccum 2001
- Lebensdeutung. Ein Wegbegleiter durch das Kloster Loccum. Eigenverlag, Loccum 2015
- Winterreise. Geschichte einer Passion. Versuch, sie zu verstehen. Eigenverlag, Loccum 2018
- Vorlagen" Aufsatzreihe Hg. von Horst Hirschler in Verbindung mit Gerhard Isermann, Hans May und Hans Joachim Schliep: Axel Freiherr von Campenhausen: Staat und Kirche unter dem Grundgesetz,Eine Orientierung »Vorlagen. Neue Folge 22«. Lutherisches Verlagshaus, ISBN 3-7859-0685-4